# Fredi Washington
Pour les articles homonymes, voir Washington.
 (septembre 2020).
Si vous disposez d'ouvrages ou d'articles de référence ou si vous connaissez des sites web de qualité traitant du thème abordé ici, merci de compléter l'article en donnant les références utiles à sa vérifiabilité et en les liant à la section « Notes et références ».

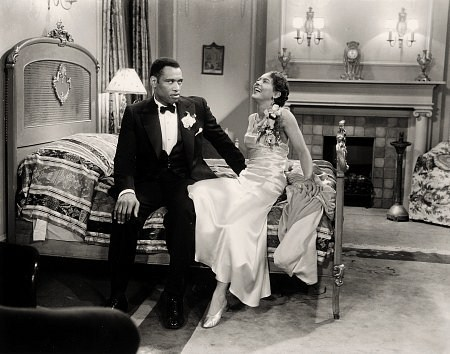
Avec Paul Robeson, dans The Emperor Jones (1933)

Fredericka Washington, dite Fredi Washington, est une actrice américaine, née le 23 décembre 1903 à Savannah (Géorgie) et morte le 28 juin 1994 à Stamford (Connecticut).
Au théâtre, elle a généralement utilisé le pseudonyme Edith Warren.

## Biographie
Au théâtre, Fredi Washington débute en 1922 et apparaît pour la première fois à Broadway (New York) en 1926 — sous le pseudonyme d'Edith Warren —, dans la pièce Black Boy, aux côtés de Paul Robeson.
Toujours à Broadway, entre 1930 et 1949, elle participe à cinq autres pièces, ainsi qu'à une comédie musicale (Singin' the Blues en 1931, sur une musique de Jimmy McHugh et Burton Lane) et un drame musical (Run, Little Chillen en 1933, sur une musique d'Hall Johnson). Citons encore Mamba's Daughters de Dorothy et DuBose Heyward (pièce représentée 179 fois en 1939 et 1940, avec José Ferrer et Ethel Waters) et Lysistrata d'Aristophane (adaptation de Gilbert Seldes en 1946, avec une distribution exclusivement afro-américaine, dont Rex Ingram et Sidney Poitier).
Au cinéma, après un film muet sorti en 1922, elle contribue à sept autres films américains entre 1929 et 1937, dont trois courts métrages musicaux (ex. : Black and Tan de Dudley Murphy en 1929, avec Duke Ellington et son orchestre).
Parmi ses longs métrages, mentionnons The Emperor Jones de Dudley Murphy (1933, où elle retrouve Paul Robeson dans le rôle-titre) et surtout Images de la vie de John M. Stahl (1934, avec Claudette Colbert et Louise Beavers), sans doute son film le mieux connu.
Militant pour les droits des acteurs afro-américains, Fredi Washington collabore de fait dans les années 1920 et 1930 au mouvement Renaissance de Harlem. Et en 1937, elle est au nombre des membres fondateurs de la Negro Actors Guild of America (en), dont Noble Sissle est le premier président (elle-même en étant la première secrétaire).
De 1933 à 1951 (divorce), elle est mariée au tromboniste de jazz Lawrence Brown. Après son second mariage dans les années 1950, elle se retire avec son époux à Stamford, où elle meurt en 1994.

## Théâtre à Broadway
(pièces de théâtre, sauf mention contraire)
- 1926 : Black Boy de Jim Tully et Frank Mitchell Dazey, mise en scène de David Burton : Irene
- 1930 : Sweet Chariot de Robert Wilder : Lola
- 1931 : Singin' the Blues, comédie musicale, musique de Jimmy McHugh et Burton Lane, lyrics d'Harold Adamson et Dorothy Fields, livret de John McDowan, orchestrations de Robert Russell Bennett : Elise Joyce
- 1933 : Run, Little Chillun, drame musical, musique, lyrics et livret d'Hall Johnson : Sulamai
- 1939-1940 : Mamba's Daughters de Dorothy et DuBose Heyward : Lissa
- 1946 : Lysistrata (Λυσιστράτη / Lusistrátê) d'Aristophane, adaptation de Gilbert Seldes : Kalonike (Calonice)
- 1948 : A Long Way from Home, adaptation par Randolph Goodman et Walter Carroll de la pièce Les Bas-fonds (На дне, Na Dnié) de Maxime Gorki : Celine
- 1949 : How Long Till Summer de Sarett et Herbert Rudley : Dr Dan Benson

## Filmographie
- 1922 : Square Joe (réalisateur et rôle non-spécifiés)
- 1929 : Black and Tan ou Black and Tan Fantasy de Dudley Murphy (court métrage) : elle-même (danseuse)
- 1933 : The Emperor Jones de Dudley Murphy : Undine
- 1933 : Mills Blue Rhythm Band de Roy Mack (court métrage) : danseuse
- 1934 : Images de la vie (Imitation of Life) de John M. Stahl : Peola Johnson à 19 ans
- 1934 : Cab Calloway's Hi-De-Ho de Fred Waller (court métrage) : l'épouse du conducteur de train
- 1936 : Ouanga ou Drums of the Jungle de George Terwilliger : Klili Gordon
- 1937 : One Mile from Heaven d'Allan Dwan : Flora Jackson

## Distinctions
- Black Filmmakers Hall of Fame en 1975
- CIRCA Award d'honneur en 1979
- Prix de la Audience Development Company en 1981